# 亞利桑拉 (亞利桑那州)
亞利桑拉（英語：Arizola）是位於美國亞利桑那州皮納爾縣的一個非建制地區。該地的面積和人口皆未知。

## 地理
亞利桑拉的座標為32°51′04″N 111°42′51″W / 32.85111°N 111.71417°W，而該地的平均海拔高度為438米（即1437英尺）。